# Fortifications de Belfort
Les fortifications de Belfort comportent :
- Château

Vauban
- Enceinte urbaine
- Ouvrage de la Miotte

Haxo
- Château
- Fort de la Miotte
- Fort de la Justice
- Fort des Barres
- Citadelle de Belfort

Place fortifiée de Belfort
- Fort de Giromagny
- Fort de Roppe
- Ouvrage de l'Étang Neuf
- Ouvrage de Denney
- Fort de Bessoncourt
- Ouvrage du Rondot
- Fort des Basses-Perches
- Fort des Hautes-Perches
- Réduit du Bosmont
- Ouvrage de Chèvremont
- Ouvrage des Trois Chênes
- Ouvrage des Gros Bois
- Fort de Vézelois (ou fort Ordener)
- Ouvrage de Meroux
- Ouvrage de Moval
- Ouvrage de Fougerais
- Fort du Bois d'Oye
- Ouvrage de la Verpillière
- Ouvrage du Bois des Essarts
- Ouvrage du Haut Bois
- Ouvrage d'Héricourt
- Fort du Mont Vaudois
- Ouvrage du Bas du Mont
- Ouvrage de la Côte d'Essert
- Fort du Salbert : intégré au milieu du XXe siècle au sein de l'ouvrage "G" de la D.A.T.
- Ouvrage Nord du Salbert
- Ouvrage du Haut d'Evette
- Ouvrage du Petit Salbert
- Ouvrage du Monceau
- Ouvrage du Piton Lagace
- Ouvrage du Mont-Rudolphe
- Fort Lachaux
- Fort du Mont Bart
- Fort du Lomont
- Batterie des Roches
- Batterie du Petit Lomont
- Batterie de la Pointe des Roches
- Batterie du Saussis